# Manfår
Manfår (Ammotragus lervia) är ett slidhornsdjur i underfamiljen Caprinae som förekommer i Sahara och i torra områden vid Medelhavet.

## Utseende
Till utseendet påminner manfåret om en blandning av get och får. Vuxna djur är 130 till 165 centimeter långa (huvud och bål), har en mankhöjd av 75 till 112 centimeter, en svanslängd av 15 till 25 centimeter och en vikt av 40 till 55 (honor) respektive 100 till 145 (hanar) kilogram. Pälsens färg är écru-brun till rödbrun. Dessutom förekommer vita ställen på öronens insida, på hakan, på extremiteternas insida samt längs en linje på undersidan. Vid främre halsen och de främre extremiteterna har djuret särskilt långa hår som hos hanen ibland når marken. Hanarnas horn är kraftiga och upp till 84 cm långa. Honor har lite mindre horn.

## Utbredning
Artens utbredningsområde sträcker sig från Marockos västkust till Nildalen och Röda havet. Beståndet är uppdelat i flera från varandra skilda populationer. Habitatet utgörs av klippiga regioner i öknen. Här letar dessa djur efter den glesa vegetationen. Manfåret når i bergstrakter 4100 meter över havet.

## Ekologi
Arten har förmåga att uthärda flera veckor utan dricka. Under dessa tider får de sitt behov av vätska genom dagg och växtsafter. Födan utgörs av örter, gräs och ibland blad och kvistar från buskar. När de upptäcker ett vattendrag kan de dricka större mängder vatten. På grund av hettan i utbredningsområdet är manfåret aktivt under natten.
Manfår lever ensam eller i mindre grupper. Dessa består av några honor och deras ungar som leds av en dominant hane. För att få kontrollen över en grupp med honor strider hanar mot varandra. Under dessa strider använder de sina horn. När flera hanar hålls tillsammans i fångenskap etableras en hierarki.
I några områden börjar fortplantningen under sensommaren men de flesta parningar sker mellan september och november. Efter 154 till 161 dagar dräktighet föds mellan mars och maj en unge. I sällsynta fall kan en hona ha två kullar under året. Den nyfödda ungen kan efter en kortare tid gå självständig. Allmänt blir manfåret efter 1,5 år könsmoget. Den äldsta kända individen i fångenskap levde nästan 21 år.

## Manfåret och människor
Manfåret jagas av Saharas befolkning för köttets, pälsens och hudens skull. Under de senaste åren har jaktmetoderna förbättrats (till exempel genom användning av gevär) och därför har beståndet minskat betydligt. Arten listas av IUCN som sårbar (vulnerable). Den egyptiska underarten, Ammotragus lervia ornata, räknades under senare 1900-talet som utrotad i naturen. Senare återupptäcktes några mindre populationer.
Manfåret infördes i början av 1900-talet i Kalifornien, New Mexico och Texas. Den amerikanska populationen omfattar idag flera tusen individer. Miljöaktivister befarar att dessa djur ska öka ytterligare så att de konkurrerar med det inhemska tjockhornsfåret. Även i den spanska regionen Sierra Espuña finns en införd grupp av manfåret. Försök att introducera arten i Mexiko misslyckade.

## Systematik
Manfårets släktskap är fortfarande outredd. Djuret kan få livskraftiga ungar med tamfåret men har å andra sidan egenskaper av såväl get som får. De flesta zoologer har nuförtiden enats om att manfåret hör hemma i ett eget släkte.
Det vetenskapliga namnet Ammotragus kommer från grekiskan och betyder "sandget".

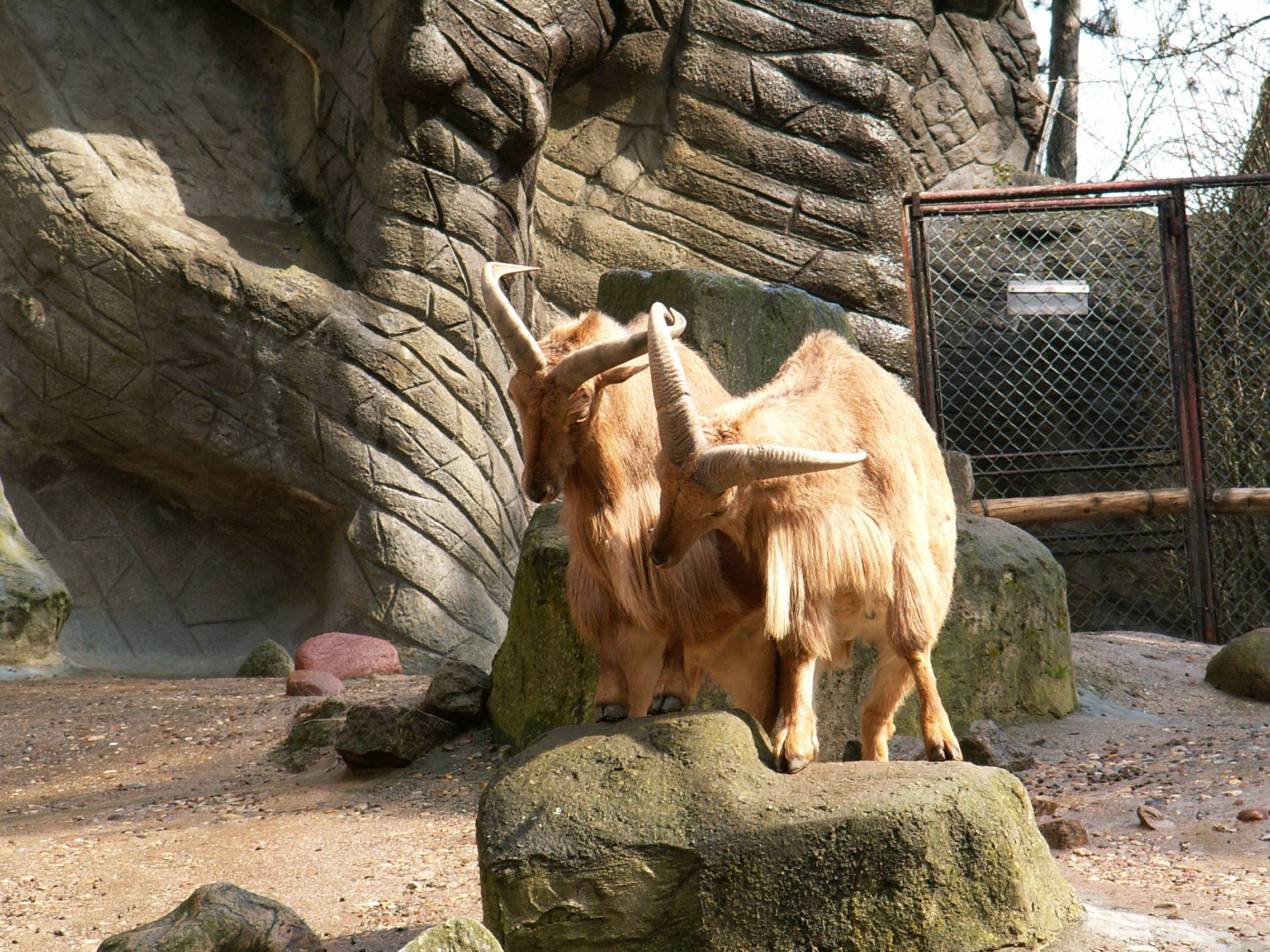
Två honor
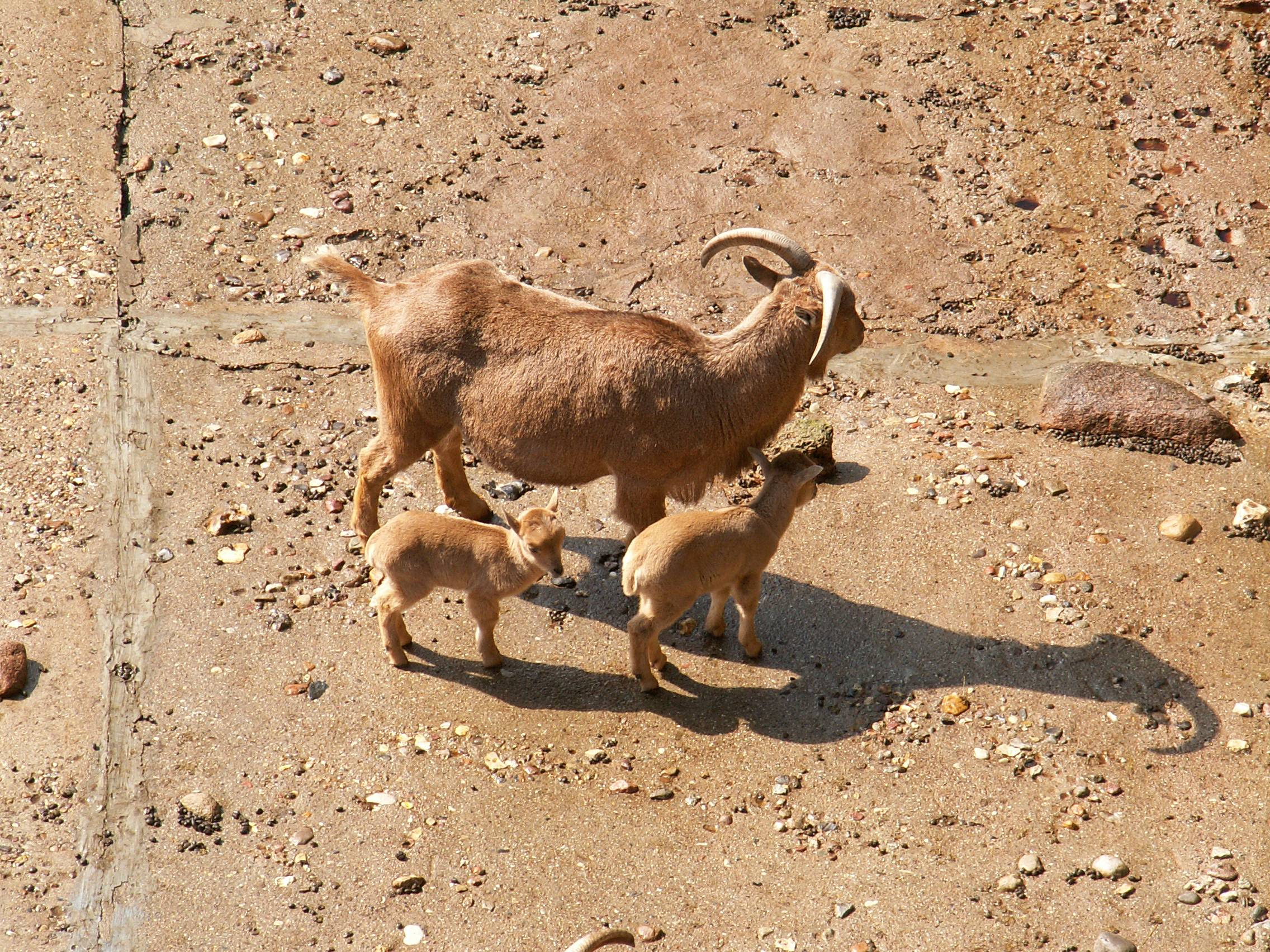
Hona med ungar